# شاه‌ولی‌لر
شاه‌ولی‌لر (به لاتین: Şahvəlilər) یک منطقه مسکونی در جمهوری آذربایجان است که در شهرستان بردع واقع شده‌است. شاه‌ولی‌لر ۱۰۲۰ نفر جمعیت دارد.